# ريسما
ريسما أو مجموعة ريسما هي مجموعة فنادق مغربية تأسست في عام 1993.
تم إدراجها في بورصة الدار البيضاء في مايو 2006  ، المساهمين الرئيسيين فيها هما شركة التأمين المغربية RMA الوطنية (36.7٪) ومجموعة الفنادق Accor (33.3٪).
تدير المجموعة حوالي ثلاثين فندقًا في المغرب عام 2022 من خلال ثماني علامات تجارية: ميركيور، إبيس، إبيس بدجت، إم جاليري، سوفيتيل، بولمان، نوفوتيل وجناح نوفوتيل.

## عرض

### إدارة

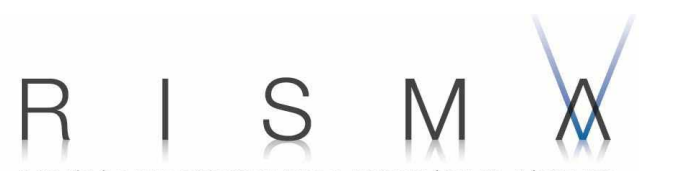

في عام 2021 ، تمتلك ريسمة 27 مؤسسة في 10 مدن مغربية.
يقع أكثر من نصف فنادق ريسما في الدار البيضاء (7) والرباط (4) ومراكش (4).

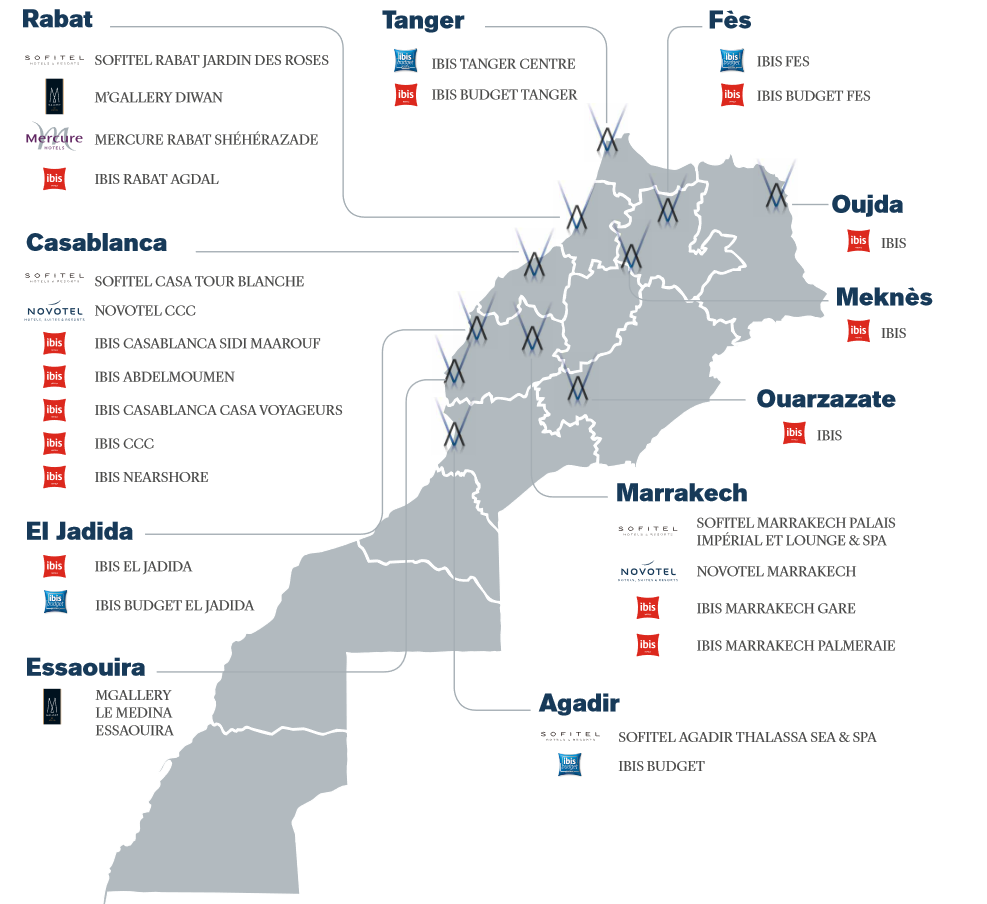
فنادق ريسما جروب في عام 2021

قاد المجموعة لفترة طويلة مارك ثيبوت.
منذ مايو 2012 ، تولى قيادة المجموعة أمين إشركي ، وهو مهندس بالتدريب والرئيس السابق لشركة آي بي إم المغرب 
لا تمتلك ريسما ماركة إيبيس بالكامل.
فنادق إيبيس مملوكة جزئيًا لالتجاري وفابوك: فنادق إيبيس بدجت مملوكة جزئيًا لشركة أكوا القابضة 

#### مجلس الإشراف
في عام 2021 ، يتكون المجلس الإشرافي لرسمة على النحو التالي:
| اسم                      | حالة                   | وصف |
| ------------------------ | ---------------------- | --- |
| سفين بينيت               | رئيس هيئة الرقابة      | رئيس SB Conseil ، مدير Société du Dinard Golf SAS ، رئيس مجلس إدارة Alliance France Tourisme. العضو المنتدب السابق لمجموعة Pierre & Vacances Morocco Group |
| عز الدين جيسوس           | نائب رئيس مجلس الرقابة | رئيس مغربيل وزير سابق عضو مجلس إدارة بنك أفريقيا وليديك |
| نيكولاس بروسود           | عضو                    | تنفيذي في مجموعة Accor |
| كريستيان كاراوغلانيان    | عضو                    | تنفيذي في مجموعة Accor |
| سام ناصر                 | عضو                    | Middle East Director في Accor |
| زهير بن سعيد             | عضو                    | ممثل RMA الوطنية الرئيس التنفيذي لشركة RMA الوطنية عضو مجلس إدارة بنك أفريقيا وليديك                                                                       |
| عادل الدويري             | عضو                    | مدير مجموعة موتانديس وزير السياحة السابق مؤسس مشارك لبنك CFG                                                                                               |
| خالد الشدادي             | عضو                    | ممثل CIMR الرئيس التنفيذي لشركة CIMR |
| هشام العمراني            | عضو                    | مدير القابضة يا كابيتال |
| هشام بلمرة               | عضو                    | رئيس مجلس إدارة MAMDA-MCMA |
| كريستيان كاراوغلانيان    | عضو                    | تنفيذي في مجموعة Accor |
| سام ناصر                 | عضو                    | Middle East Director في Accor |
| حميد بن ابراهيم الأندلسي | عضو مستقل              | رئيس MA Aerospace |
| غيسلان قديرة بنونة       | عضو مستقل              | المدير المالي لمجموعة OCP |

## تاريخ

### مؤسسة
تأسست ريسما في مارس 1993 من قبل مجموعة أكور لإدارة عقود الإيجار لقريتي العطلات كوراليا في مدينتي أكادير ومراكش. وبناءً على رغبة العاهل الحسن الثاني في تطوير السياحة الوطنية، قدم الرئيس السابق جاك شيراك صديقه الملك فرصة استقبال جيرار بيليسون، "فندقيه المفضل" وشريك تأسيس مجموعة أكور.
نظمت الاجتماع برعاية أندريه أزولاي، مستشار الملك الراحل، وقد أسفر الاجتماع عن إطلاق أول فنادق أكور في المغرب، مع توجيهات صارمة لتسهيل هذا التأسيس.

### تطوير
في عام 1996 ، تم توقيع اتفاقية إطارية مع الحكومة المغربية من قبل شركة Accor ، بهدف الوصول في نهاية المطاف إلى سعة 7 000 غرفة. فيjuillet 1996يوليو 1996 ، تم تحويل ريسما إلى شركة عامة محدودة وزيادة رأس مالها ، قبل أن تشهد زيادة جديدة في رأس المال في فبراير 1999.
في مارس 1999، قامت ريسما بزيادة رأس المال لتمويل برنامجها الاستثماري، وذلك بالاستفادة من المستثمرين المؤسسيين.
ثم تمت زيادة رأس مال الرسمة إلى 323 مليون درهم.
في 2001أكتوبر 2001 تمت زيادة رأس مال الشركة إلى 466 000 000 درهم بإصدار أسهم جديدة لصالح المساهمين في المائدة المستديرة القائمة. يتم تنفيذ العملية بسعر 130 درهم / سهم.
في يونيو 2002، قامت CIMR بالاشتراك في زيادة رأس المال لريسما من خلال إضافة 30،000،100 درهم. تم بذلك رفع رأس مال ريسما إلى 489،077،000 درهم. وبناءً على هذه العملية، تملك CIMR 230،770 سهمًا بقيمة 130 درهمًا للسهم. في عامي 2002 و 2003، طلبت ريسما التمويل من سوق بورصة الدار البيضاء من خلال إصدار سندات قابلة للتحويل إلى أسهم [مصدر ثانوي مطلوب].
في 2005ديسمبر 2005 ، تبيع Nexity أسهمها البالغ عددها 300 000 سهم لمساهمي ريسما الآخرين الذين لديهم حق الشفعة القانوني. كان خروج نيكسيتي من رأس مال الرسمة مدفوعًا برغبة المجموعة في بيع مصالح الأقلية من قبل31 ديسمبر 2005 وإعادة التركيز على نشاطها الاستراتيجي.
في 2006 كانون الثاني (يناير) 2006 وقامت شركة ريسما بتخفيض رأس المال بامتصاص غالبية الخسائر البالغة 122.26 مليون درهم. تلغي شركة "ريسما" 1 222 692 سهماً بقيمة 100 درهم ليرتفع رأسمالها إلى 366 807 800 درهم. لا تؤثر هذه العملية بأي شكل من الأشكال على قيمة حقوق ملكية ريسما.
في 2006 فبراير 2006 نفذت شركة ريسما زيادة في رأس المال بمبلغ 59.07 مليون درهم. تتوافق زيادة رأس المال هذه مع ممارسة خيارات الاكتتاب (أو الضمانات) ، وفقًا لشروط اتفاقية المساهمين الموقعة من قبل المساهمين المؤسسين في2 mars 19992 مارس 1999 .
في 2006 أبريل 2006 نفذت شركة ريسما زيادة في رأس المال بمبلغ 54 718 200 Dh بإصدار 303 990 سهم بقيمة اسمية 100 Dh . تتوافق زيادة رأس المال هذه مع الاسترداد المبكر للسندات القابلة للاسترداد في أسهم (ORA) التي أصدرتها الشركة في عام 2003 وذلك لصالح حاملي ORA الذين طلبوها ، بمناسبة الطرح العام الأولي لشركة ريسما

### الطرح العام الأولي
في مايو 2006، قدمت ريسما نفسها للتداول في بورصة الأوراق المالية في الدار البيضاء من خلال زيادة رأس المال عن طريق إصدار 1،041،666 سهم جديد بسعر 240 درهم للسهم.
وبذلك يرتفع رأس مال الرسمة إلى 541.65 مليون درهم.
في 2006مايو 2006 تبيع أسماء للاستثمار 239 704 من أسهمها لمساهمي ريسما الآخرين الذين لديهم حق الشفعة. مارس جميع المساهمين حق الأولوية. تتم الصفقة بسعر 240 درهم للسهم ، أي سعر الاكتتاب العام لأسهم ريسما.
في 2006 أكتوبر 2006 تقوم شركة ريزما بزيادة رأس مالها بمبلغ 81 548 700 درهم بإصدار 815 487 سهماً جديداً بقيمة اسمية 100 درهم. تتوافق زيادة رأس المال هذه مع الاسترداد النهائي لـ ORA الصادر في عام 2003 في نهاية استحقاق عامين و 10 أشهر. وبلغ رأس مال ريسما في نهاية هذه العملية 623 201 200 درهم.
في ديسمبر 2007، قام مجموعة CFG بنقل حصتها في ريسما من CFG Développement SCA إلى T Capital Group، وهي شركة استثمار متخصصة في قطاع السياحة وتمتلكها مجموعة CFG بنسبة 17.4٪. بذلك، انضمت T Capital Group إلى قائمة مساهمي ريسما من خلال شراء 419،723 سهمًا بسعر 420 درهمًا، وفقًا لسعر السوق في تاريخ الاستحواذ.
في 2008 أبريل 2008 ، صندوق المغرب العربي للسياحة ، صندوق استثماري أنشأه البنك المغربي للتجارة الخارجية ، ينضم إلى جولة تمويل ريسما من خلال الاستحواذ على 499 040 سهمًا من RMA الوطنية بسعر 400.75 درهم ، سعر السهم في تاريخ العملية.

### التواريخ الرئيسية
- 1993 : إنشاء شركة Risma بواسطة Accor، SARL. توقيع عقود الإيجار الإداري لقريتي عطلات كوراليا : بالماريفا بمراكش والقصبة في أغادير فندقان ، 538 غرفة
- 1996 : تحويل فندق Risma إلى SA ، توقيع اتفاقية إطار من Accor مع الحكومة المغربية ، بهدف إنشاء سلسلة فنادق تضم 7 000 غرفة على المدى الطويل.
- 1997 : الاستحواذ على سلسلة مسافر المكونة من ست وحدات. تم تطوير السلسلة لاحقًا تحت علامة Ibis التجارية
- 1998 : توقيع اتفاقية إدارة إيجار قصر جامع لمدة 20 سنة قابلة للتجديد. استئناف إدارة تأجير 3 وحدات من سلسلة الموحدين لمدة 5 سنوات. ولذلك يتم تشغيلها تحت العلامة التجارية ميركيور الموحدين (أغادير وطنجة والدار البيضاء).
- 1999 : الاستحواذ على فندق شهرزاد بالرباط تحت العلامة التجارية ميركيور. فتح رأس مال الرسمة أمام المؤسسات الاستثمارية المغربية بشكل أساسي. اقتناء 40 ٪ من فاستوتيل الشركة المالكة لفندق الديوان بالرباط. ثم يتم تشغيل الفندق تحت العلامة التجارية سوفيتيل.
- 2000 : افتتاح فندق سوفيتيل موكادور الصويرة.
- 2001 : افتتاح فندقين لإيبيس مسافر في مكناس وطنجة.
- 2002 : إعادة شراء 60 النسبة المتبقية من فاستوتيل ، الشركة التي تمتلك سوفيتيل ديوان. افتتاح فندق سوفيتيل مراكش. افتتاح فندق إيبيس الفنيدق. توسيع جولة التمويل بدخول عاصمة ريسما دي لا سيمر ؛ إصدار سندات بقيمة 180 مليون درهم إماراتي
- 2003 : مشاركة تصل إلى 33 ٪ لإنشاء Saemog ، وهي شركة مسؤولة عن تطوير منتجع Azur Mogador. الخروج من نطاق ريسما لثلاثة فنادق ميركيور الموحدين (أغادير ، الدار البيضاء وطنجة) في نهاية عام 2003
- 2004 : الاستيلاء على فندق في أغادير تحت العلامة التجارية سوفيتيل
- 2005 : افتتاح فندقين من فنادق إيبيس في الجديدة وورزازات ؛ الاستيلاء على فندق في ورزازات تحت العلامة التجارية ميركيور
- 2006 : افتتاح فندق إيبيس مراكش بالميراي ؛ اكتتاب شركة ريسما عن طريق زيادة رأس المال بمبلغ 250 مليون درهم إماراتي
- 2007 : استحواذ ريسما على شركة إميروتيل ، الشركة المالكة لفندق هيلتون الرباط ، لتشغيل الفندق تحت علامة سوفيتيل التجارية اعتبارًا من عام 2009. افتتاح أول فندق نوفوتيل في إفريقيا بالدار البيضاء. افتتاح اثنين من أبو منجل في الدار البيضاء : أيبيس سيدي معروف وإيبيس كازا سيتي سنتر. الارتفاع في عاصمة Saemog حتى 40 ٪.
- 2008 : افتتاح فندق إيبيس الصويرة. الصعود في عاصمة Saemog حتى 48 ٪. بدء أعمال الترميم في كوراليا قصبة أغادير (يمتد العمل على فترة سنتين).
- 2009 : افتتاح أول جناح نوفوتيل بالمغرب بمراكش. إعادة تصنيف سوفيتيل ديوان تحت العلامة التجارية M'Gallery كجزء من إعادة وضع علامة سوفيتيل التجارية. إغلاق Coralia Palmariva Marrakech ، المستأجرة من قبل Risma ، للتجديد من قبل المالك (Somed). إغلاق فندق هيلتون الرباط السابق للتجديد من يناير وإعادة افتتاحه في نوفمبر تحت اسم سوفيتيل الرباط حديقة الورود. التنازل عن 8 ٪ من أسهم Saemog بهدف استعادة حصة أقلية تبلغ 40 ٪. إنشاء SMHE (الشركة المغربية للفنادق الاقتصادية) لتطوير سلسلة Etap إلى جانب Akwa. 27 فندقًا ، 4039 غرفة.
- 2010 : تغيير الحوكمة مع التنفيذmars 2010مارس 2010 مجلس إدارة جديد أكثر إحكامًا يتكون من 3 أعضاء مقارنة بـ 5 أعضاء سابقًا. تشكيل جديد لمجلس الإدارة مع فريق تشغيلي مقره بالكامل في المغرب بعد استقالة موظفي مجموعة Accor من مجلس الإدارة وتعيين السيد عز الدين قسوس رئيسًا. مارك ثيبوت ، الذي كان وقتها موظفًا في AGM ، سيتم تعيينه بالكامل في Risma اعتبارًا من عام 2011. تنفيذ التنظيم الجديد بين Risma و AGM مع تعيين فريق معين لـ Risma وبالتالي إنهاء عقود المساعدة بين AGM و Risma. الانتهاء من Saemog لأعمال Sofitel Luxury Mogador Golf & Spa للافتتاح المقرر في 1الأول trimestre 2011. وضع اللمسات الأخيرة من قبل ريسما على أعمال مركز إيبيس طنجة بهدف الافتتاحjanvier 2011يناير 2011 .

## مجموعة العلامات التجارية ومواقعها
| العلامات التجارية                             | مواقع الفنادق |
| --------------------------------------------- | --- |
| فندق ايبيس 16 فندق                            | أغادير ، 3 فنادق في الدار البيضاء ، الجديدة ، الصويرة ، فاس ، الفنيدق - خليج تامودا ، فندقان في مراكش ، مكناس ، ورزازات ، وجدة ، الرباط ، فندقان في طنجةوقريبًا في كازاني شور ، الرباط - تكنوبوليس ، تازة ، الناظور ، الداخلة والعيون |
| سوفيتيل 6 فنادق                               | 1 في أغادير ، الرباط ، فندقان في مراكش ، الدار البيضاء والصويرة |
| فندق إم جاليري 2 وفندق ميركيور 2              | فندق 1 إم غاليري الرباط ، 1 ميركيور في الرباط ، 1 ميركيور في ورزازات ، إم غاليري الصويرة |
| فندق نوفوتيل 1                                | الدار البيضاء وقريبا في طنجة |
| فندق سويت نوفوتيل 1                           | مراكش |
| فندق بولمان 2                                 | الجديدة ومراكش |
| فندق إيبيس بدجت 3 فنادق                       | طنجة والجديدة وأكادير |
| آحرون : نادي كوراليا وفندق رياض ناعورة باريير | أكادير ومراكش |
|                                               | |

## المذكرات و المراجع
1. ↑  "L'OPV de Risma fortement sursouscrite". Le Matin. 13 mai 2006. مؤرشف من الأصل في 2022-12-17. {{استشهاد ويب}}: تحقق من التاريخ في: |تاريخ= (مساعدة)
2. ↑  "Histoire". www.risma.com. histoire. مؤرشف من الأصل في 2022-04-25. اطلع عليه بتاريخ 13 février 2016. {{استشهاد ويب}}: تحقق من التاريخ في: |تاريخ الوصول= (مساعدة)
3. 1 2  "Rapport Annuel de Risma" (PDF). Autorité Marocaine des Marchés Financiers. 2021. مؤرشف من الأصل (PDF) في 2022-10-13.
4. ↑  "Marc Thépot quitte Risma, mais pas le Maroc". Medias24. 24 juin 2014. مؤرشف من الأصل في 2022-12-17. {{استشهاد ويب}}: تحقق من التاريخ في: |تاريخ= (مساعدة)
5. ↑  "Amine Echcherki aux commandes de Risma". La Vie Economique. 6 Avr, 2012. مؤرشف من الأصل في 2022-09-29. {{استشهاد ويب}}: تحقق من التاريخ في: |تاريخ= (مساعدة)
6. ↑  "Coin de l'expert: Risma et le repositionnement d'Ibis". Al Bayane. 19 février 2017. مؤرشف من الأصل في 2022-12-17. {{استشهاد ويب}}: تحقق من التاريخ في: |تاريخ= (مساعدة)
7. ↑  "Le premier hôtel Ibis budget inauguré à Tanger". Aujourdhui le Maroc. Janvier 18, 2012. مؤرشف من الأصل في 2022-09-29. {{استشهاد ويب}}: تحقق من التاريخ في: |تاريخ= (مساعدة)
8. ↑  "Rapport Financier Annuel" (PDF). Autorité des Marchés Financiers. 2021. مؤرشف من الأصل (PDF) في 2022-10-13.

## الملاحق

### مقالات ذات صلة
- السياحة في المغرب

### روابط خارجية
- الموقع الرسمي